# Salamandryna
Salamandryna, samandaryna – organiczny związek chemiczny, steroidowy alkaloid, który wchodzi w skład toksyny wydzielanej przez gruczoły przyuszne salamandry plamistej.